# Szakkarai királylista
A szakkarai királylista ókori egyiptomi királylista, amely az újbirodalmi II. Ramszesz uralkodása (i. e. 1279–1213) alatt készült, és Egyiptom uralkodóit sorolja fel fordított időrendi sorrendben. 

## Jellemzői
A követ, melyen a királylista áll, 1861-ben találták meg Szakkarában, egy Tjenri (vagy Tjunero) nevű hivatalnok sírjában. Tjenri fő felolvasópap és a királyi építkezések felügyelője volt II. Ramszesz uralkodása alatt. A kő ma Kairóban, az Egyiptomi Múzeumban található.
A felirat ötvennyolc uralkodót sorol fel, az I. dinasztia közepén uralkodott Anedzsibtől és Kától a XIX. dinasztiabeli II. Ramszeszig, fordított kronológiai sorrendben. A lista nagyban károsodott, és a kártussal körülvett nevekből csak negyvenhét maradt fenn. Más egyiptomi királylistákhoz hasonlóan a szakkarai is kihagy bizonyos uralkodókat és egész dinasztiákat: nem szerepelteti az első átmeneti kor, a második átmeneti kor uralkodóit, valamint azokat, akik közel álltak az eretneknek nyilvánított Ehnatonhoz, a XI. és a XII. dinasztia pedig fordított sorrendben szerepel. A királylista fényképét 1865-ben publikálták. Részletes, nagy felbontású képek találhatóak róla az interneten, valamint az Inside the Egyptian Museum with Zahi Hawass című könyvben.

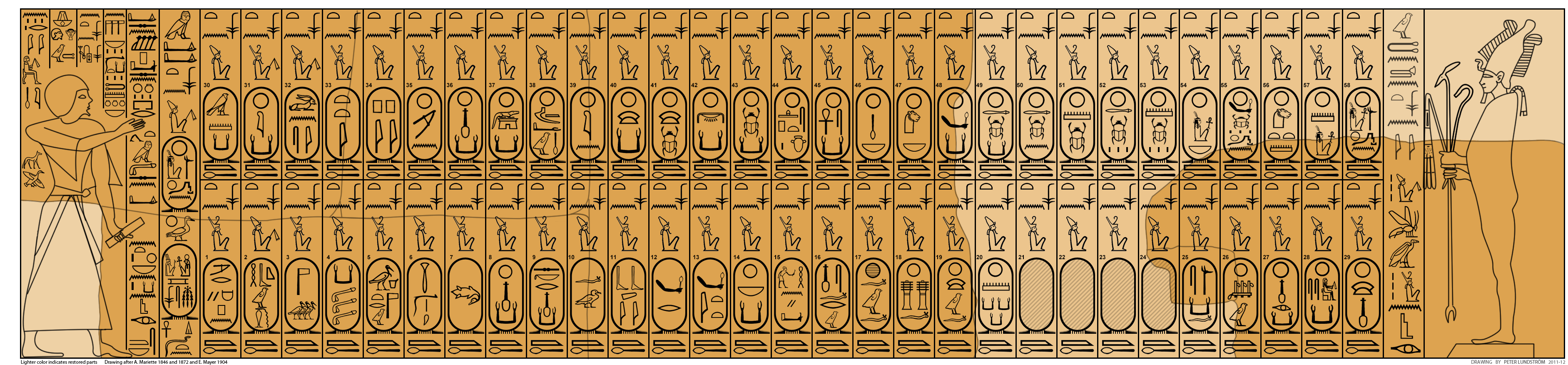
A szakkarai királylista rajza 1864-65-ös fényképek és rajzok alapján

## A királylistán szereplő uralkodók
A nevek fordított kronológiai sorrendben szerepelnek, a jobb oldal felső részétől a bal oldal alsó részéig.
| Felső sor | Felső sor       | Felső sor                   | Alsó sor | Alsó sor                | Alsó sor            |
| Szám      | Uralkodó        | Neve a listán               | Szám     | Uralkodó                | Neve a listán       |
| --------- | --------------- | --------------------------- | -------- | ----------------------- | ------------------- |
| 1         | II. Ramszesz    | Uszermaatré Szetepenré      | 30       | Noferefré               | Hanoferré           |
| 2         | I. Széthi       | Menmaatré                   | 31       | Sepszeszkaré            | Sepszeszkaré        |
| 3         | I. Ramszesz     | Menpehtiré                  | 32       | Noferirkaré             | Noferirkaré         |
| 4         | Horemheb        | Dzseszerheperuré Szetepenré | 33       | Szahuré                 | Szahuré             |
| 5         | III. Amenhotep  | Nebmaatré                   | 34       | Uszerkaf                | Uszerkaf            |
| 6         | IV. Thotmesz    | Menheperuré                 | 35       | Thamphthisz (?)         | Név nem maradt fenn |
| 7         | II. Amenhotep   | Aaheperuré                  | 36       | Baka (?)                | Név nem maradt fenn |
| 8         | III. Thotmesz   | Menheperré                  | 37       | Dzsedefptah             | Név nem maradt fenn |
| 9         | II. Thotmesz    | Aaheperenré                 | 38       | Sepszeszkaf             | Név nem maradt fenn |
| 10        | I. Thotmesz     | Aaheperkaré                 | 39       | Menkauré                | Név nem maradt fenn |
| 11        | I. Amenhotep    | Dzseszerkaré                | 40       | Hafré                   | Hafré               |
| 12        | I. Jahmesz      | Nebpehtiré                  | 41       | Dzsedefré               | Dzsedefré           |
| 13        | II. Montuhotep  | Nebhepetré                  | 42       | Hufu                    | Hufu                |
| 14        | III. Montuhotep | Szanhkaré                   | 43       | Sznofru                 | Sznofru             |
| 15        | I. Amenemhat    | Szehotepibré                | 44       | Huni                    | Huni                |
| 16        | I. Szenuszert   | Heperkaré                   | 45       | Nebka                   | Nebkaré             |
| 17        | II. Amenemhat   | Nubkaura                    | 46       | Szehemhet               | Dzsószer-teti       |
| 18        | II. Szenuszert  | Haheperré                   | 47       | Dzsószer                | Dzsószer            |
| 19        | II. Szenuszert  | Hahauré                     | 48       | Haszehemui              | Bebi                |
| 20        | II. Amenemhat   | Nimaatré                    | 49       | I. Hudzsefa             | Név hiányzik        |
| 21        | IV. Amenemhat   | Maatheruré                  | 50       | Szekhemib-Perenmaat (?) | Noferkaszokar       |
| 22        | Szobeknoferuré  | Szobekkaré                  | 51       | Peribszen?              | Noferkaré           |
| 23        | II. Pepi        | Noferkaré                   | 52       | Szenedzs                | Szenedzs            |
| 24        | I. Nemtiemszaf  | Merenré                     | 53       | Uneg                    | Uadzsnesz           |
| 25        | I. Pepi         | Pepi                        | 54       | Ninetjer                | Ba-netjeru          |
| 26        | Teti            | Teti                        | 55       | Nebré                   | Kakau               |
| 27        | Unisz           | Unisz                       | 56       | Hotepszehemui           | Bau-netjer          |
| 28        | Dzsedkaré       | Maatkaré                    | 57       | Ka'a                    | Kebehu              |
| 29        | Menkauhór       | Menkauhór                   | 58       | Anedzsib                | Merbapen            |

## Egyéb újbirodalmi királylisták
- Abüdoszi királylista
- Karnaki királylista
- Torinói királylista
- Medinet Habu-i királylista

## Fordítás
- Ez a szócikk részben vagy egészben  a   Saqqara Tablet című angol Wikipédia-szócikk ezen változatának fordításán alapul.  Az eredeti cikk szerkesztőit annak laptörténete sorolja fel. Ez a jelzés csupán a megfogalmazás eredetét és a szerzői jogokat jelzi, nem szolgál a cikkben szereplő információk forrásmegjelöléseként.

## Bibliográfia
- Auguste Mariette: La table de Saqqarah in Revue Archeologique Vol 10, Paris 1864, p. 168-186, Pl. 17
- Emmanuel de Rougé: Album photographique de la mission remplie en Égypte, Paris 1865, Photographs, No. 143-145
- Auguste Mariette: Monuments divers recueillis en Égypte et en Nubie (Tables), Paris 1872, Vol. II, Pl. 58
- Eduard Meyer: Ägyptische Chronologie, Pl. 1, (Berlin 1904)